# Anoploderma bicolor
Anoploderma bicolor é uma espécie de coleóptero da tribo Anoplodermatini (Anoplodermatinae). Com ocorrência na Bolívia e Peru.